# Hunyadiak kora Magyarországon
A Hunyadiak kora Magyarországon Teleki Józsefnek, a Magyar Tudományos Akadémia első elnökének és Erdély kormányzójának nagy terjedelmű, de félbemaradt magyar történelmi műve a XV. századi Magyarországról.

## Története
A XIX. század első felében kezdte mélyreható történelmi kutatásait gróf Teleki József akadémiai elnök, de nagy müvét, a Hunyadiak koráról szóló kilenckötetes monográfiát csak az 1848–49-es forradalom és szabadságharc után, 1852-től adta közre. A kötetek kiadása közben a szerző 1855-ben elhunyt. A 12 kötetre tervezett történeti munkájából kilenc kötet jelent meg: A Hunyadiak kora Magyarországon, Pest, 1852–1863. 
A tudományos elmélyedéssel írt hatalmas monográfiát a Magyar Tudományos Akadémia megbízásából az 1890-es évektől Csánki Dezső egészítette ki: Magyarország történelmi földrajza a Hunyadiak korában. Négy kötet. Budapest, 1890–1913. Ez az önmagában is teljes monográfia a tizenkét kötetes mű VI–IX. kötetének tekinthető. Ezt egy újabb kötettel folytatta 1941-ben Fekete Nagy Antal. Ennek az öt kötetnek az 1980-as években történt reprint kiadásakor (Csánki Dezső – Fekete Nagy Antal: Magyarország történelmi földrajza a Hunyadiak korában I–V., Állami Könyvterjesztő Vállalat, Budapest, 1985, ISBN 963-02-3083-6) ilyen ismertetés jelent meg: „Csánki Dezső művével egy új tudományágat, a történeti földrajzot honosította meg Magyarországon. A „Hunyadiak korát” tágan értelmezte, az egész XV. századot értette rajta, de Hunyadi János működésén és Mátyás uralkodásán kívül az egész Zsigmond-i korszakot is áttekintette, sőt sok esetben a történeti folyamatok eredetének kedvéért az Árpád-kor végéig nyúlt vissza. Az első kötet nagyobbrészt az alföldi, a későbbi Partium ba tartozó, az északkelet-magyarországi valamint néhány felföldi vármegyét foglalja magába. A második kötetben délalföldi, déldunántúli és délvidéki vármegyék adatait találjuk. A harmadik kötet felöleli a további dunántúli megyéket. A Fekete Nagy Antal szerkesztette negyedik kötetben Trencsén megye adatai kerültek feldolgozásra. Végül az ötödik kötet négy erdélyi vármegyét tartalmaz. Az ötkötetes mű tudományos forrásértéke igen nagy, de érdekes olvasmánya lehet a történetírás iránt érdeklődő szélesebb közönségnek is.”
Az eredeti művet (és a Csánki-féle sorozat 4 kötetét) a Históriaantik Kiadó adta ki ismét, ugyancsak reprint formában a 2010-es években: Teleki József: Hunyadiak kora Magyarországon I-V, X-XII. és Csánki Dezső: Magyarország történelmi földrajza a Hunyadiak korában I–III., V. A Fekete Nagy Antal-féle mű ebben a sorozatban nem jelent meg.

## Kötetbeosztása
A mű kötetbeosztása a következő volt:
| Cím                  | Kiadási év | Megjelenési hely | Oldalszám | Elektronikus elérhetőség                                                     | Megjegyzés                                                                                |
| -------------------- | ---------- | ---------------- | --------- | ---------------------------------------------------------------------------- | ----------------------------------------------------------------------------------------- |
| I. kötet             | 1852       | Pest             | 522 o.    | MEK Archiválva 2019. június 21-i dátummal a Wayback Machine-ben              |                                                                                           |
| II. kötet            | 1852       | Pest             | 568 o.    | MEK Archiválva 2019. június 21-i dátummal a Wayback Machine-ben              |                                                                                           |
| III. kötet           | 1853       | Pest             | 547 o.    | MEK Archiválva 2019. június 21-i dátummal a Wayback Machine-ben              |                                                                                           |
| IV. kötet            | 1854       | Pest             | 494 o.    |                                                                              |                                                                                           |
| V. kötet             | 1856       | Pest             | 530 o.    | MEK Archiválva 2019. június 21-i dátummal a Wayback Machine-ben              |                                                                                           |
| X. kötet             | 1853       | Pest             | 642 o.    | Hungaricana, MEK Archiválva 2019. június 21-i dátummal a Wayback Machine-ben | Okmánytár                                                                                 |
| XI. kötet            | 1855       | Pest             | 584 o.    | Hungaricana, MEK Archiválva 2019. június 21-i dátummal a Wayback Machine-ben | Okmánytár                                                                                 |
| XII. kötet           | 1857       | Pest             | 499 o.    | Hungaricana                                                                  | Okmánytár                                                                                 |
| VI. kötet első része | 1863       | Pest             | 320 o.    | MEK Archiválva 2019. június 21-i dátummal a Wayback Machine-ben              | A hátrahagyott kézirat alapján Szabó Károly által sajtó alá rendezve                      |
| VI. kötet            | 1890       | Budapest         | 788 o.    | REAL-EOD                                                                     | Magyarország történelmi földrajza a Hunyadiak korában. I. kötet.                          |
| VII. kötet           | 1894       | Budapest         | 860 o.    | REAL-EOD                                                                     | Magyarország történelmi földrajza a Hunyadiak korában. II. kötet.                         |
| VIII. kötet          | 1897       | Budapest         | 696 o.    | REAL-EOD                                                                     | Magyarország történelmi földrajza a Hunyadiak korában. III. kötet.                        |
| IX. kötet            | 1913       | Budapest         | 971 o.    | REAL-EOD                                                                     | Magyarország történelmi földrajza a Hunyadiak korában. V. kötet.                          |
| [XIII. kötet]        | 1941       | Budapest         | 415 o.    | REAL-EOD                                                                     | Magyarország történelmi földrajza a Hunyadiak korában. IV. kötet. Fekete Nagy Antal műve. |